# Agrupació Musical l'Amistat de Quart de Poblet
Agrupació Musical L'Amistat de Quart de Poblet és una associació sense ànim de lucre. La seua finalitat principal és el manteniment d'una Banda de música i Orquestra.
Compta amb una important base social que, amb les seues aportacions, manté una Escola d'Educands, fa possible l'adquisició d'instruments i ajuda en la preparació de les actuacions musicals.
El seu palmarès és molt important i és el resultat d'un treball ben fet, que dona a Quart de Poblet rellevància internacional.
Des de la seua fundació, aquesta institució lúdica-educativa, ha mantingut una trajectòria similar a la resta de les societats musicals, principal focus cultural del País Valencià.
Aquesta societat és fundadora de la Federació de Societats Musicals de la Comunitat Valenciana.

## Història
Els primers antecedents d'aquesta Agrupació es remunten a l'any 1870. Els primers anys del segle xx van ser difícils i la seua activitat va tenir molts alt i baixos.
Després de la guerra civil comença a reorganitzar-se, i és gràcies a la participació en els concursos organitzats per la companyia cinematogràfica valenciana CIFESA, quan realment va començar a prendre cos la banda.
El 19 de març de 1945, L'Amistat participa en el Concurs de Pasdobles a la Plaça de Bous de València, organitzat per la Junta Central Fallera i patrocinat per la companyia valenciana CIFESA, obtenint el Tercer Accèssit de la Segona Secció.
És la primera Agrupació Musical d'Espanya condecorada amb el Llaç d'Or al Mèrit Turístic i està en possessió de la Medalla de Plata al Mèrit Turístic. En el Consell de Ministres del 14 d'agost de 1979 va ser declarada d'Utilitat Pública, per la labor cultural i educativa que desenvolupa.

## Presidents des de la seua fundació
| Nom                         |
| --------------------------- |
| Antonio Andrés Juan         |
| Francisco Colomer Monzó     |
| Lorenzo Sánchez Ruíz        |
| Lorenzo Lapiedra Sanmartin  |
| Rafael Moral Fernández      |
| José Ruiz Torrente          |
| Mª Luz Muñoz Bondía         |
| José Antonio Casades Arocas |
| Cristóbal Mora Magaña       |
| Vidal Sastre Hinojosa       |

## Estructura artística

### Escola d'Educands
L'Escola d'Educands, que compta amb el reconeixement de la Conselleria de Cultura de la Generalitat Valenciana, any rere any nodreix de músics la Banda de Música i l'Orquestra.
Amb la preparació rebuda, molts estudiantes segueixen els estudis superiors en els Conservatoris de Música amb la finalitat de fer de la música el seu futur professional.
Des dels nivells infantils per a xiquets de 3 a 6 anys amb metodologia Orff, Kodály, Willems; solfeig i instruments, passant pels de sis a dotze anys, aquesta societat imparteix música a prop de 400 educands.
Incloent: 
- Preparació per a les proves d'accés a Grau Mitjà en el conservatori
- Conjunt Coral
- Classes especials de música per adults sense límit d'edat

També compta amb una escola d'adults, on poden estudiar grau elemental.

### Banda de Música
La Banda de Música està composta per 184 músics. Es considera una banda simfònica per incloure instruments de corda; com violoncels i contrabaixos. A més, incorpora els més jovens en una Banda Juvenil de més de 60 músics.

#### Premis i Guardons obtinguts[6]
| Any  | Certamen o actuació                                          | Lloc               | Secció            | Guardó                                                         | Obres interpretades | Director                  |
| ---- | ------------------------------------------------------------ | ------------------ | ----------------- | -------------------------------------------------------------- | --- | ------------------------- |
| 1984 | XIII Certamen Vila d'Altea                                   | Altea              | Única             | 2n. Premi ex aequo                                             | * La Torre del Oro - G. Giménez | Esteban Esteve Jorge      |
| 1987 | Certamen Internacional Bandes de Música "Ciutat de València" | València           | Secció Especial B | 2n. Premi                                                      | * El desijat (pasdoble)- E. Bernabeu * Hary Janos (suite)- Zoltán Kodály * Suite, divertimento - Germaine Tailleferre i Dèsirè Dondeyne                           | Esteban Esteve Jorge      |
| 1997 | Certamen Internacional Bandes de Música "Ciutat de València" | València           |                   | 2n. Premi                                                      | * Enguera (pasdoble)-Manuel Penella * El Pavo Real - Zoltán Kodály * Obertura para un centenario - Rafael Talens Pelló                                            | Teodoro Aparicio Barberán |
| 1999 | Certamen Internacional Bandas de Música "Ciutat de València" | València           | Secció Especial B | 1r. Premi                                                      | * Paquita y Nieves (pasdoble) -Rafael Talens Pelló * Simfonia núm. 2 - James Barnes * The Undanced Ballet - Frigyes Hidas                                         | Teodoro Aparicio Barberán |
| 2001 | World Music Contest                                          | Kerkrade (Holanda) | 1a. Secció        | 1r. Premi amb menció d'honor                                   | * Caballeros de Navarra (marxa cristiana) - Ignacio Sánchez Navarro                                                                                               | Llorenç Mendoza i Ruiz    |
| 2003 | Certamen Internacional Bandes de Música "Ciutat de València" | València           | Secció Especial B | 1r. Premi Va rebre la Menció d'Honor.                          | * Lorencín Mendoza (Marxa) - Pascual Marquina Narro * Música para Vientos y Percusión - Luis Blanes Arques * Teogónica (Simfonia núm. 2) - Andrés Valero Castells | Llorenç Mendoza i Ruiz    |
| 2014 | Certamen Nacional de Bandes de Música "Ciutat de Cullera"    | Cullera            | Primera           | 1r. Premi Premio Especial del Jurat. Premi al millor director. | * Tercio de Quites (pasdoble) - Rafael Talens Pelló * Obertura rítmica - Rafael Talens Pelló * Hàndaq - Juan Gonzalo Gómez Deval                                  | José Onofre Díez Monzó    |
| 2016 | Certamen Internacional Bandes de Música "Ciutat de València" | València           | Secció Honor      | 2n. Premi                                                      | * Goya (pasdoble) - Julián Palanca Masiá * Poema Sanférmico - José Vicente Egea Insa * Quartum Miliarum - Ferrer Ferran                                           | José Onofre Díez Monzó    |
| 2025 | Certamen Internacional Bandes de Música "Ciutat de València" | València           | Secció Honor      | 1r. Premi                                                      | * Goya (pasdoble) - Julián Palanca Masiá * València Verda - Andrés Valero * El Jardín de las Hespérides - José Suñer Oriola                                       |                           |

#### Directors de la Banda de Música
| Anys              | Nom del Director           |
| ----------------- | -------------------------- |
| 1895 - 1911       | Onofre Molins Pinazo       |
| 1911 - 1919       | Onofre Molins Valldecabres |
| 1919 - 1942       | Vicente Peris Valero       |
| 1942 - 1944       | José Sanmartín Gimeno      |
| 1944 - 1955       | Onofre Molins Valldecabres |
| 1955 - 1960       | Vicente Palau              |
| 1960 - 1963       | Miguel Pascual Ferrer      |
| 1963 - 1990       | Esteban Esteve Jorge       |
| 1990 - 1993       | Vicente Morató Tarazona    |
| 1993 - 1996       | Francisco Melero Belmonte  |
| 1996 - 2000       | Teodoro Aparicio Barberán  |
| 2001 - 2005       | Llorenç Mendoza i Ruiz     |
| 2006              | David Penadés Fasanar      |
| 2007 - Actualitat | José Onofre Díez Monzó     |